# Murcona
Murcona (łac. Diocesis Murconensis) – stolica historycznej diecezji w Cesarstwie rzymskim, w prowincji Mauretania Sitifense, zlikwidowana w VII w. podczas ekspansji islamskiej, współcześnie w północnej Algierii. Obecnie katolickie biskupstwo tytularne.

## Biskupi
| Lp. | Biskup              | Funkcja                                       | Od               | Do               |
| --- | ------------------- | --------------------------------------------- | ---------------- | ---------------- |
| 1   | John Richard Sheets | biskup pomocniczy Fort Wayne-South Bend (USA) | 14 maja 1991     | 16 kwietnia 2003 |
| 2   | Claude-Joseph Azéma | biskup pomocniczy Montpellier (Francja)       | 22 maja 2003     | 6 września 2021  |
| 3   | Petru Sescu         | biskup pomocniczy Jass (Rumunia)              | 30 września 2021 |                  |